# مارك سميث (شخصية أعمال)
مارك سميث (بالإنجليزية: Mark Smith)‏ هو شخصية أعمال أمريكي، ولد في 1971.